# Akutfaseprotein
Akutfaseproteiner er en gruppe plasmaproteiner, der forøges i koncentration (positive akutfaseproteiner) eller formindskes i koncentration (negative akutfaseproteiner) som følge af en inflammation (betændelsestilstand), der også kaldes akutfaseresponse.
Som svar på en påvirkning (f.eks. en skade) udskiller de lokale betændelsesceller neutrofile granulocyter og makrofager nogle cytokiner ind i blodet, mest bemærkelsesværdige er interleukinerne IL-1, IL-6 og IL-8, og TNF-α.
Leveren responderer med at producere et stort antal ”akutfasereaktanter”, samtidig med at produktionen af andre proteiner nedsættes.

## Positive
De positive akutfaseproteiners koncentration øges under inflammation. De spiller forskellige fysiologiske roller for immunsystemet.
Nogle ødelægger mikrober eller hæmmer deres vækst, som C-reaktivt protein eller CRP, det mannose-bindende protein (MBP) også kaldet det mannan-bindende lectin, MBL, komplementfaktorer, ferritin,hepcidin, ceruloplasmin, serum amyloid P, en:serum amyloid A, haptoglobin, fibrinogen, prothrombin, factor VIII og von Willebrand factor.
Andre giver et negativt feedback på inflammationssvaret, f.eks. serpinerne antitrypsin og antichymotrypsin.
Makroglobulin og koagulationsfaktorerne regulerer blodets koagulation, hovedsageligt ved at stimulere det, eller ved at stimulere det innate immunsystem eller ved at øge den vaskulære permeabilitet og fungere som kemotaktiske stoffer for fagocyter. Plasminogen virker ved at plasmin nedbryder blodpropper.
Orosomucoids rolle i akutfasesvaret er uklar (også benævnt ORM, alpha-1-acid glycoprotein, AGP eller AAG).

## Negative
Negative akutfaseproteiners koncentration falder under inflammation.
Eksempler er albumin, transferrin, transthyretin, det retinol-bindende protein, antithrombin og transcortin.
Den fysiologiske betydning af faldet af disse proteiners koncentration er at det sparer aminosyrere til produktionen af de positive akutfaseproteiner.

## Klinisk betydning
Måling af akutfaseproteiner, især C-reaktivt protein, er en nyttig inflammationsmarkør og korrelerer med erytrocyt-sedimentations-rate (ESR).
Ud over at være potentielle sygdomsmarkører for cancerformer, er det blevet postuleret at akutfaseproteinerne kan spille en rolle i tumorgenesen.

## Eksterne links
- Infektionsforsvaret Arkiveret 24. november 2012 hos  Wayback Machine
- Immunforsvaret, Biotech Academy Arkiveret 9. juni 2013 hos  Wayback Machine